# McLaren MCL33
Der McLaren MCL33 ist der Formel-1-Rennwagen von McLaren für die Formel-1-Weltmeisterschaft 2018. Er ist der 46. McLaren-Formel-1-Wagen. Er wurde am 23. Februar 2018 in Woking präsentiert.

## Technik und Entwicklung
Wie alle Formel-1-Fahrzeuge des Jahres 2018 ist der McLaren MCL33 ein hinterradangetriebener Monoposto mit einem Monocoque aus kohlenstofffaserverstärktem Kunststoff (CFK). Neben dem Monocoque bestehen viele weitere Teile des Fahrzeugs, darunter die Karosserieteile und das Lenkrad aus CFK. Auch die Bremsscheiben sind aus einem hitzebeständigen kohlenstofffaserverstärktem Verbundmaterial.
Der MCL33 ist das Nachfolgemodell des MCL32. Da das technische Reglement zur Saison 2018 weitgehend stabil blieb, ist das Fahrzeug größtenteils eine Weiterentwicklung.
Angetrieben wird der MCL33 von einem in der Fahrzeugmitte montierten 1,6-Liter-V6-Motor von Renault mit einem Turbolader sowie einem 120 kW starken Elektromotor, es ist also ein Hybridelektrokraftfahrzeug. Das sequentielle Getriebe des Wagens hat acht Gänge. Der Gangwechsel wird über Schaltwippen am Lenkrad ausgelöst. Da McLaren in der Vorsaison noch mit Motoren von Honda startete, musste das Getriebe neu konstruiert werden. Das Fahrzeug hat nur zwei Pedale, ein Gaspedal (rechts) und ein Bremspedal (links). Genau wie viele andere Funktionen wird die Kupplung, die nur beim Anfahren aus dem Stand verwendet wird, über einen Hebel am Lenkrad bedient.
Die Gesamtbreite des Fahrzeugs beträgt 2000 mm, die Breite zwischen Vorder- und Hinterachse 1600 mm, die Höhe 950 mm. Der Frontflügel hat eine Breite von 1800 mm, der Heckflügel von 950 mm sowie eine Höhe von 800 mm ändert. Der Diffusor hat eine Gesamthöhe von 175 mm sowie eine Breite von 1050 mm. Der Wagen ist mit 305 mm breiten Vorderreifen und mit 405 mm breiten Hinterreifen des Einheitslieferanten Pirelli ausgestattet, die auf 13-Zoll-Rädern montiert sind.
Der MCL33 hat, wie alle Formel-1-Fahrzeuge seit 2011, ein Drag Reduction System (DRS), das durch Flachstellen eines Teils des Heckflügels den Luftwiderstand des Fahrzeugs auf den Geraden verringert, wenn es eingesetzt werden darf. Auch das DRS wird mit einem Schalter am Lenkrad des Wagens aktiviert.
Anders als sein Vorgängermodell, ist der MCL33 mit dem Halo-System ausgestattet, das einen zusätzlichen Schutz für den Kopf des Fahrers bietet. Durch dieses System erhöht sich das Gewicht des Fahrzeugs auf 733 kg. Die auffällige Finne an der Motorabdeckung, die das Vorgängermodell hatte, fehlt wegen einer Änderung des technischen Reglements.
Als auffälligste Änderung im Vergleich zum MCL32 gilt die Hinterradaufhängung: Die Befestigung des oberen Querlenkers an der Hinterachse wurde verändert und höher gesetzt. Hierdurch ist die gesamte Radaufhängung aerodynamisch effizienter gestaltet. Die  Seitenkästen des MCL33 sind kaum verändert. McLaren ist somit eines der wenigsten Teams, dass seine Fahrzeugkonstruktion in diesem Bereich nicht an den Ferrari SF70H anlehnt.
Beim Großen Preis von Spanien war der MCL33 mit einer überarbeiteten Frontpartie ausgestattet. Die Fahrzeugnase hat mehrere Kanäle, die den Luftstrom unter den Fahrzeugboden leiten.

## Lackierung und Sponsoring
Der MCL33 ist überwiegend in Orange und Blau lackiert. Im Gegensatz zum Vorgängermodell handelt es sich beim MCL33 um einen Papaya Spark genannten Papaya-Orangefarbton, der offiziellen Firmenfarbe von McLaren. Mit diesen Farben waren McLaren-Rennwagen bereits Ende der 1960er Jahre gestartet. Auch die blauen Elemente in den Farbtönen Burton Blue und Cerulean Blue gab es an den McLaren-Fahrzeugen schon damals.
Es werben Airgain, Chandon, CNBC, Dell, Kimoa, Logitech, NTT Communications, Petrobras, Pirelli, Motorenlieferant Renault, Uhrenhersteller Richard Mille und SAP auf dem Fahrzeug.

## Fahrer
McLaren tritt in der Saison 2018 erneut mit den Fahrern Fernando Alonso und Stoffel Vandoorne an.

## Ergebnisse
| Fahrer                          | Nr.                             | 1 | 2 | 3  | 4 | 5   | 6   | 7   | 8   | 9   | 10 | 11  | 12  | 13  | 14  | 15 | 16 | 17 | 18  | 19  | 20 | 21 | Punkte | Rang |
| ------------------------------- | ------------------------------- | - | - | -- | - | --- | --- | --- | --- | --- | -- | --- | --- | --- | --- | -- | -- | -- | --- | --- | -- | -- | ------ | ---- |
| Formel-1-Weltmeisterschaft 2018 | Formel-1-Weltmeisterschaft 2018 |   |   |    |   |     |     |     |     |     |    |     |     |     |     |    |    |    |     |     |    |    | 62     | 6.   |
| F. Alonso                       | 14                              | 5 | 7 | 7  | 7 | 8   | DNF | DNF | 16* | 8   | 8  | 16* | 8   | DNF | DNF | 7  | 14 | 14 | DNF | DNF | 17 | 11 | 62     | 6.   |
| S. Vandoorne                    | 02                              | 9 | 8 | 13 | 9 | DNF | 14  | 16  | 12  | 15* | 11 | 13  | DNF | 15  | 12  | 12 | 16 | 15 | 11  | 8   | 14 | 14 | 62     | 6.   |

| Legende  | Legende            | Legende                                                          |
| Farbe    | Abkürzung          | Bedeutung                                                        |
| -------- | ------------------ | ---------------------------------------------------------------- |
| Gold     | –                  | Sieg                                                             |
| Silber   | –                  | 2. Platz                                                         |
| Bronze   | –                  | 3. Platz                                                         |
| Grün     | –                  | Platzierung in den Punkten                                       |
| Blau     | –                  | Klassifiziert außerhalb der Punkteränge                          |
| Violett  | DNF                | Rennen nicht beendet (did not finish)                            |
| Violett  | NC                 | nicht klassifiziert (not classified)                             |
| Rot      | DNQ                | nicht qualifiziert (did not qualify)                             |
| Rot      | DNPQ               | in Vorqualifikation gescheitert (did not pre-qualify)            |
| Schwarz  | DSQ                | disqualifiziert (disqualified)                                   |
| Weiß     | DNS                | nicht am Start (did not start)                                   |
| Weiß     | WD                 | zurückgezogen (withdrawn)                                        |
| Hellblau | PO                 | nur am Training teilgenommen (practiced only)                    |
| Hellblau | TD                 | Freitags-Testfahrer (test driver)                                |
| ohne     | DNP                | nicht am Training teilgenommen (did not practice)                |
| ohne     | INJ                | verletzt oder krank (injured)                                    |
| ohne     | EX                 | ausgeschlossen (excluded)                                        |
| ohne     | DNA                | nicht erschienen (did not arrive)                                |
| ohne     | C                  | Rennen abgesagt (cancelled)                                      |
| ohne     | keine WM-Teilnahme |                                                                  |
| sonstige | P/fett             | Pole-Position                                                    |
| sonstige | 1/2/3/4/5/6/7/8    | Punktplatzierung im Sprint-/Qualifikationsrennen                 |
| sonstige | SR/kursiv          | Schnellste Rennrunde                                             |
| sonstige | *                  | nicht im Ziel, aufgrund der zurückgelegten Distanz aber gewertet |
| sonstige | ()                 | Streichresultate                                                 |
| sonstige | unterstrichen      | Führender in der Gesamtwertung                                   |